# (1078) Mentha
(1078) Mentha – planetoida z pasa głównego asteroid okrążająca Słońce w ciągu 3 lat i 154 dni w średniej odległości 2,27 au. Została odkryta 7 grudnia 1926 roku w Landessternwarte Heidelberg-Königstuhl w Heidelbergu przez Karla Reinmutha. Nazwa planetoidy pochodzi od łacińskiej nazwy rośliny mięta. Przed nadaniem nazwy planetoida nosiła oznaczenie tymczasowe (1078) 1926 XB.